# 奥斯卡最佳影片剪辑奖
学院奖最佳剪辑奖（英語：Academy Award for Best Film Editing）是一个由美国电影艺术与科学学院颁发的年度奖项。多数情况下，能够得到该奖项提名的电影获最佳影片奖的可能性要大得多：从1981年起至今，任何一部最佳获得最佳影片奖的电影都得到了剪辑奖的提名，其中大部分也最终获得了这个奖项（有约三分之二）总的来说，只有出现在影片主创人员名单上的剪辑师会得到提名（登记在提名名单上），其他的如后备剪辑师、监督剪辑师一般不会被提名。提名名单的确定由美国电影艺术与科学学院的剪辑分支进行，2008年时该分支拥有233名成员，任何成员可以投票选择最多5部电影，之后统计获得票数最多的5部电影将获得提名参加最终的角逐确定提名影片后，美国电影艺术与科学学院的所有活动或终身会员都可以投票来决定最终胜出的电影。这一程序正好与英国电影学院奖的最佳剪辑奖相反，后者是先由所有成员投票决定提名影片，再由剪辑分支投票决定最终胜出的作品。

## 历史
剪辑奖延生于1934年，奖项的名称曾偶有改动。2008年，奖项定名为“学院奖电影剪辑成就奖”（"Academy Award for Achievement in Film Editing"）。至今共有四位剪接師各拿下三次獎項：
- 拉尔弗·道森（英语：Ralph Dawson）：《仲夏夜之梦（英语：A Midsummer Night's Dream (1935 film)）》(1935年)、《风流世家》(1936年)、《羅賓漢冒險記》(1938年)
- 丹尼爾·梅登（英语：Daniel Mandell）：《洋基的驕傲》(1942年)、《黄金时代》(1946年)、《公寓春光》(1960年)
- 麥可·卡恩（英语：Michael Kahn (film editor)）：《法櫃奇兵》(1981年)、《辛德勒的名单》(1993年)、《搶救雷恩大兵》(1998年)
- 塞爾瑪·斯昆梅克（英语：Thelma Schoonmaker）：《蠻牛》(1980年)、《神鬼玩家》(2004年)、《神鬼無間》(2006年)

此外共有兩位導演曾經獲頒獎座，分別為詹姆斯·卡麥隆（以《鐵達尼号》獲獎）和艾方索·柯朗（以《地心引力》獲獎）；曾身兼導演且獲最佳影片剪輯獎提名的人包括：大衛·連（以《印度之旅》獲提名）、斯蒂夫·詹姆斯（以《篮球梦》獲提名）、科恩兄弟（以《冰血暴》和《險路勿近》獲提名，且皆化名為羅德里克·傑恩斯）、米歇爾·哈札納維西斯（以《大艺术家》獲提名）、尚-馬克·瓦利（以《藥命俱樂部》獲提名）。
身兼影片剪輯和音效兩項專業的沃爾特·默奇曾以《英倫情人》拿下最佳影片剪輯獎和最佳音效獎；曾以《大國民》入圍最佳剪輯獎的勞勃·懷斯後來則轉行從事導演工作，包括《西城故事》、《真善美》皆為代表作。

## 熟面孔
| 分类                 | 姓名                                                  | 次数 | 年代                | 附注                    |
| -------------------- | ----------------------------------------------------- | ---- | ------------------- | ----------------------- |
| 获奖最多             | 迈克尔·卡恩 塞尔玛·斯昆梅克 丹尼尔·曼德尔 拉爾弗·道森 | 3次  | 1998 2006 1960 1938 | 7次提名 5次提名 4次提名 |
| 提名最多             | 迈克尔·卡恩                                           | 8次  | 2012                | 共3次获奖               |
| 从未获奖者中提名最多 | 格瑞·汉伯林 弗雷德里克·克鲁特森                       | 6次  | 1996 1963           | 已退休 1964年去世       |

以上数据来源于学院奖官方网站数据库。

## 获奖与提名
获奖影片在最上方一行用加粗字体显示。

### 1930年代
- 1934 《爱斯基摩人（英语：Eskimo (film)）》 – 康拉德·涅威戈（英语：Conrad Nervig）
  - 《埃及艳后（英语：Cleopatra (1934 film)）》 – 安妮·鲍切恩斯（英语：Anne Bauchens）
  - 《蝴蝶美人（英语：One Night of Love）》 – 吉恩·米尔福德（英语：Gene Milford）
- 1935 《仲夏夜之梦（英语：A Midsummer Night's Dream (1935 film)）》 – 拉尔弗·道森（英语：Ralph Dawson）
  - 《塊肉餘生記（英语：Personal History, Adventures, Experience, and Observation of David Copperfield the Younger）》 – 罗伯特·柯恩（英语：Robert J. Kern）
  - 《告密者（英语：The Informer (1935 film)）》 – 乔治·海维里（英语：George Hively）
  - 《悲惨世界（英语：Les Misérables (1935 film)）》 – 芭芭拉·麦克林（英语：Barbara McLean）
  - 《抗敌英雄（英语：Lives of a Bengal Lancer）》 – 埃尔斯沃思·霍格兰（英语：Ellsworth Hoagland）
  - 《叛舰喋血记》 – 玛格丽特·布兹（英语：Margaret Booth）
- 1936 《风流世家》 – 拉尔夫·道森（英语：Ralph Dawson）
  - 《月缺难圆（英语：Come and Get It (film)）》 – 爱德华·柯帝斯（英语：Edward Curtiss）
  - 《歌舞大王齐格飞》 – 威廉·格雷（英语：William S. Gray）
  - 《伦敦劳埃德（英语：Lloyd's of London (film)）》 – 芭芭拉·麦克林（英语：Barbara McLean）
  - 《双城记（英语：A Tale of Two Cities (1935 film)）》 – 康拉德·涅维格（英语：Conrad A. Nervig）
  - 《孽海狂涛（英语：Theodora Goes Wild）》 – 奥托·梅耶（英语：Otto Meyer (film editor)）
- 1937 《消失的地平线》 – 吉恩·哈夫里克（英语：Gene Havlick）和吉恩·米尔福德（英语：Gene Milford）
  - 《春闺风月》 – 阿尔·克拉克（英语：Al Clark (film editor)）
  - 《怒海余生（英语：Captains Courageous (1937 film)）》 – 埃尔莫·弗农（英语：Elmo Veron）
  - 《大地》 – 巴兹尔·兰格尔（英语：Basil Wrangell）
  - 《丹凤还阳（英语：One Hundred Men and a Girl）》 – 伯纳德·伯顿（英语：Bernard W. Burton）
- 1938 《羅賓漢冒險記》 – 拉尔夫·道森（英语：Ralph Dawson）
  - 《亚历山大的爵士乐队（英语：Alexander's Ragtime Band (film)）》 – 芭芭拉·麦克林（英语：Barbara McLean）
  - 《翠堤春晓（英语：The Great Waltz (film)）》 – 汤姆·海尔德（英语：Tom Held）
  - 《试飞员（英语：Test Pilot (film)）》 – 汤姆·海尔德（英语：Tom Held）
  - 《浮生若梦》 – 吉恩·哈夫里克（英语：Gene Havlick）
- 1939 《乱世佳人》 – 哈爾·C·克恩（英语：Hal C. Kern）和詹姆斯·E·紐康（英语：James E. Newcom）
  - 《萬世師表（英语：Goodbye, Mr. Chips (1939 film)）》 – 查爾斯·弗朗德（英语：Charles Frend）
  - 《華府風雲》 – 吉恩·哈夫里克（英语：Gene Havlick）和阿尔·克拉克（英语：Al Clark (film editor)）
  - 《雨季来临（英语：The Rains Came）》 – 芭芭拉·麦克林（英语：Barbara McLean）
  - 《驛馬車》 – 奧托·洛弗林（英语：Otho Lovering）和多蘿西·斯賓塞（英语：Dorothy Spencer）

### 1940年代
- 1940 《骑军血战史（英语：North West Mounted Police (film)）》 – 安妮·鲍切恩斯（英语：Anne Bauchens） 
  - 《愤怒的葡萄》 – 罗伯特·L·辛普森（英语：Robert L. Simpson (film editor)）
  - 《香笺泪（英语：The Letter (1940 film)）》 – 华伦·洛尔（英语：Warren Low）
  - 《归途路迢迢（英语：The Long Voyage Home）》 – 谢尔曼·托德(Sherman Todd)
  - 《蝴蝶梦》 – 哈爾·C·克恩（英语：Hal C. Kern）
- 1941 《约克军曹》 – 威廉·荷姆斯（英语：William Holmes (film editor)）
  - 《公民凯恩》 – 勞勃·懷斯
  - 《化身博士（英语：Dr. Jekyll and Mr. Hyde (1941 film)）》 – 哈洛·克里斯（英语：Harold F. Kress）
  - 《翡翠谷》 – 詹姆斯·B·克拉克（英语：James B. Clark (director)）
  - 《小狐狸（英语：The Little Foxes (film)）》 – 丹尼爾·梅登（英语：Daniel Mandell）
- 1942 《洋基的驕傲》 – 丹尼爾·梅登（英语：Daniel Mandell）
  - 《忠勇之家》 – 哈洛·克里斯（英语：Harold F. Kress）
  - 《胜利之歌》 – 乔治·艾米（英语：George Amy）
  - 《城中頭條》 – 奥托·梅耶（英语：Otto Meyer (film editor)）
  - 《高于一切（英语：This Above All (film)）》 – 华特·A·汤普森（英语：Walter A. Thompson）
- 1943 《空军（英语：Air Force (film)）》 – 乔治·艾米（英语：George Amy）
  - 《北非谍影》 – 欧文·马克斯（英语：Owen Marks）
  - 《开罗谍报战（英语：Five Graves to Cairo）》 – 杜恩·哈里森（英语：Doane Harrison）
  - 《战地钟声》 – 谢尔曼·托德(Sherman Todd)和大约翰·F·林克（英语：John F. Link Sr.）
  - 《圣女之歌》 – 芭芭拉·麦克林（英语：Barbara McLean）
- 1944 《威尔逊总统传（英语：Wilson (1944 film)）》 – 芭芭拉·麦克林（英语：Barbara McLean）
  - 《与我同行》 – 勒羅伊·史東（英语：LeRoy Stone）
  - 《简妮（英语：Janie (1944 film)）》 – 欧文·马克斯（英语：Owen Marks）
  - 《寂寞芳心（英语：None but the Lonely Heart (film)）》 – 羅蘭·格羅斯（英语：Roland Gross）
  - 《自君别后（英语：Since You Went Away）》 – 哈爾·C·克恩（英语：Hal C. Kern）和詹姆斯·E·紐康（英语：James E. Newcom）
- 1945 《玉女神駒》 – 罗伯特·柯恩（英语：Robert J. Kern）
  - 《失去的周末》 – 杜恩·哈里森（英语：Doane Harrison）
  - 《圣玛丽的钟声（英语：The Bells of St. Mary's）》 – 哈里·馬克（英语：Harry Marker）
  - 《反攻缅甸（英语：Objective, Burma!）》 – 乔治·艾米（英语：George Amy）
  - 《一曲难忘（英语：A Song to Remember）》 – 查爾斯·尼爾森
- 1946 《黄金时代》 – 丹尼爾·梅登（英语：Daniel Mandell）
  - 《風雲人物》 – 威廉·霍恩貝克（英语：William Hornbeck）
  - 《一代歌王（英语：The Jolson Story）》 – 威廉·里昂（英语：William Lyon (film editor)）
  - 《绣巾蒙面盗（英语：The Killers (1946 film)）》 – 亞瑟·希爾頓（英语：Arthur Hilton）
  - 《鹿苑長春（英语：The Yearling (film)）》 – 哈洛·克里斯（英语：Harold F. Kress）
- 1947 《灵与欲（英语：Body and Soul (1947 film)）》 – 法蘭西斯·D·里昂（英语：Francis D. Lyon）和羅勃·派瑞許（英语：Robert Parrish）
  - 《仁慈天使（英语：The Bishop's Wife）》 – 莫妮卡·柯林伍德（英语：Monica Collingwood）
  - 《君子协定》 – 哈蒙·瓊斯（英语：Harmon Jones）
  - 《纽西兰地震记（英语：Green Dolphin Street (film)）》 – 喬治·懷特（英语：George White (film editor)）
  - 《虎胆忠魂（英语：Odd Man Out）》 – 弗格斯·麥克唐納（英语：Fergus McDonell）
- 1948 《不夜城（英语：The Naked City）》 – 保羅·韋瑟瓦克斯（英语：Paul Weatherwax）
  - 《圣女贞德（英语：Joan of Arc (1948 film)）》 – 法蘭克·蘇利文（英语：Frank Sullivan (film editor)）
  - 《心声泪影（英语：Johnny Belinda (1948 film)）》 – 大衛·魏堡特（英语：David Weisbart）
  - 《紅河谷》 – 克里斯汀·尼比（英语：Christian Nyby）
  - 《红菱艳（英语：The Red Shoes (1948 film)）》 – 雷金納·米爾斯（英语：Reginald Mills）
- 1949 《夺得锦标归（英语：Champion (1949 film)）》 – 哈里·W·格斯達德（英语：Harry W. Gerstad）
  - 《当代奸雄》 – 羅勃·派瑞許（英语：Robert Parrish）和阿尔·克拉克（英语：Al Clark (film editor)）
  - 《西線平魔（英语：Battleground (film)）》 – 約翰·丹寧（英语：John Dunning (film editor)）
  - 《硫磺岛浴血战》 – 理查德·L·范恩格（英语：Richard L. Van Enger）
  - 《血剪惊魂（英语：The Window (1949 film)）》 – 弗雷德里克·克魯特森（英语：Frederic Knudtson）

### 1950年代
- 1950 《所罗门王的宝藏（英语：King Solomon's Mines (1950 film)）》 – 拉爾夫·E·溫特斯（英语：Ralph E. Winters） 和 康拉德·涅威戈（英语：Conrad Nervig）
  - 《彗星美人》 – 芭芭拉·麦克林（英语：Barbara McLean）
  - 《飛燕金槍（英语：Annie Get Your Gun (film)）》 – 詹姆斯·E·紐康（英语：James E. Newcom）
  - 《日落大道》 – 亞瑟·P·施密特（英语：Arthur P. Schmidt）和杜恩·哈里森（英语：Doane Harrison）
  - 《黑獄亡魂》 – 奧斯瓦爾德·哈芬里赫特（英语：Oswald Hafenrichter）
- 1951 《郎心如鐵（英语：A Place in the Sun (film)）》 – 威廉·霍恩貝克（英语：William Hornbeck）
  - 《花都舞影》 – 阿德琳恩·法贊（英语：Adrienne Fazan）
  - 《血战莱茵河（英语：Decision Before Dawn）》 – 多蘿西·斯賓塞（英语：Dorothy Spencer）
  - 《暴君焚城录（英语：Quo Vadis (1951 film)）》 – 拉爾夫·E·溫特斯（英语：Ralph E. Winters）
  - 《井（英语：The Well (1951 film)）》 – 切斯特·沙弗（英语：Chester Schaeffer）
- 1952 《日正當中》 – 艾爾摩·威廉斯（英语：Elmo Williams）和哈里·W·格斯達德（英语：Harry W. Gerstad）
  - 《兰闺春怨（英语：Come Back, Little Sheba (1952 film)）》 – 华伦·洛尔（英语：Warren Low）
  - 《神風隊末日記（英语：Flat Top (film)）》 – 威廉·奧斯汀(William Austin)
  - 《戏中之王》 – 安妮·鲍切恩斯（英语：Anne Bauchens）
  - 《青樓情孽》 – 拉爾夫·坎普倫（英语：Ralph Kemplen）
- 1953 《亂世忠魂》 – 威廉·里昂（英语：William Lyon (film editor)）
  - 《轮滑（英语：Crazylegs (film)）》 – 科顿·沃伯顿（英语：Cotton Warburton）
  - 《羅馬假期》 – 罗伯特·斯温克（英语：Robert Swink）
  - 《俏女怀春（英语：The Moon Is Blue）》 – 奥托·路德维希（英语：Otto Ludwig (film editor)）
  - 《世界大戰》 – 埃弗雷特·道格拉斯（英语：Everett Douglas）
- 1954 《码头风云》 – 吉恩·米尔福德（英语：Gene Milford）
  - 《凱恩艦事變》 – 威廉·里昂（英语：William Lyon (film editor)）和亨利·巴提斯塔（英语：Henry Batista）
  - 《情天未了缘（英语：The High and the Mighty (film)）》 – 拉尔夫·道森（英语：Ralph Dawson）
  - 《七对佳偶（英语：Seven Brides for Seven Brothers (film)）》 – 拉爾夫·E·溫特斯（英语：Ralph E. Winters）
  - 《海底两万里》 – 艾爾摩·威廉斯（英语：Elmo Williams）
- 1955 《野餐（英语：Picnic (1955 film)）》 – 查爾斯·尼爾森和威廉·里昂（英语：William Lyon (film editor)）
  - 《黑板森林（英语：Blackboard Jungle）》 – 费力斯·韦伯斯特（英语：Ferris Webster）
  - 《獨孤里橋之役》 – 阿爾瑪·馬克羅麗（英语：Alma Macrorie）
  - 《俄克拉荷马（英语：Oklahoma (1955 film)）》 – 吉恩·魯吉羅（英语：Gene Ruggiero）和喬治·波姆勒（英语：George Boemler）
  - 《玫瑰梦》 – 华伦·洛尔（英语：Warren Low）
- 1956 《環遊世界八十天》 – 吉恩·魯吉羅（英语：Gene Ruggiero）和保羅·韋瑟瓦克斯（英语：Paul Weatherwax）
  - 《百战敢死队（英语：The Brave One (1956 film)）》 – 麥瑞爾·G·懷特（英语：Merrill G. White）
  - 《巨人》 – 威廉·霍恩貝克（英语：William Hornbeck）、菲利普·W·安德森（英语：Philip W. Anderson (film editor)）和佛瑞德·布哈南(Fred Bohanan)
  - 《回头是岸（英语：Somebody Up There Likes Me (film)）》 – 艾伯特·阿克斯特（英语：Albert Akst）
  - 《十诫》安妮·鲍切恩斯（英语：Anne Bauchens）
- 1957 《桂河大桥》 – 比得·泰勒（英语：Peter Taylor (editor)）
  - 《OK镇大决斗》 – 华伦·洛尔（英语：Warren Low）
  - 《酒绿花红（英语：Pal Joey (film)）》 – 维奥拉·劳伦斯（英语：Viola Lawrence）和傑洛米·湯瑪斯（英语：Jerome Thoms）
  - 《樱花恋》 – 亞瑟·P·施密特（英语：Arthur P. Schmidt）和菲利普·W·安德森（英语：Philip W. Anderson (film editor)）
  - 《控方证人》 – 丹尼爾·梅登（英语：Daniel Mandell）
- 1958 《金粉世界》 – 阿德琳恩·法贊（英语：Adrienne Fazan）
  - 《欢乐梅姑（英语：Auntie Mame (film)）》 – 威廉·齊格勒（英语：William Ziegler (film editor)）
  - 《牛仔（英语：Cowboy (1958 film)）》 – 威廉·里昂（英语：William Lyon (film editor)）和阿尔·克拉克（英语：Al Clark (film editor)）
  - 《逃狱惊魂（英语：The Defiant Ones）》 – 弗雷德里克·克魯特森（英语：Frederic Knudtson）
  - 《我要活下去》 – 威廉·霍恩貝克（英语：William Hornbeck）
- 1959 《賓漢》 – 拉爾夫·E·溫特斯（英语：Ralph E. Winters）和約翰·丹寧（英语：John Dunning (film editor)）
  - 《北西北》 – 喬治·托馬西尼（英语：George Tomasini）
  - 《修女传》 – 华特·A·汤普森（英语：Walter A. Thompson）
  - 《海滨（英语：On the Beach (1959 film)）》 – 弗雷德里克·克魯特森（英语：Frederic Knudtson）
  - 《桃色血案》 – 路易·R·羅弗勒（英语：Louis R. Loeffler）

### 1960年代
- 1960 《公寓春光》 – 丹尼爾·梅登（英语：Daniel Mandell）
  - 《边城英烈传（英语：The Alamo (1960 film)）》 – 斯圖亞特·吉爾莫爾（英语：Stuart Gilmore）
  - 《风的传人（英语：Inherit the Wind (1960 film)）》 – 弗雷德里克·克魯特森（英语：Frederic Knudtson）
  - 《小人物狂想曲（英语：Pepe (film)）》 – 维奥拉·劳伦斯（英语：Viola Lawrence）和阿尔·克拉克（英语：Al Clark (film editor)）
  - 《萬夫莫敵》 – 羅伯·勞倫斯（英语：Robert Lawrence (film editor)）
- 1961 《西城故事》 – 湯瑪斯·斯坦福（英语：Thomas Stanford (film editor)）
  - 《春江花月夜（英语：Fanny (1961 film)）》 – 威廉·雷諾斯（英语：William Reynolds (film editor)）
  - 《纳瓦隆大炮》 – 艾倫·奧斯比斯頓（英语：Alan Osbiston）
  - 《纽伦堡的审判》 – 弗雷德里克·克魯特森（英语：Frederic Knudtson）
  - 《小紅娘（英语：The Parent Trap (1961 film)）》 – 菲利普·W·安德森（英语：Philip W. Anderson (film editor)）
- 1962 《阿拉伯的劳伦斯》 – 安妮·V·科茨（英语：Anne V. Coates）
  - 《最長的一日》 – 塞繆爾·E·貝特利（英语：Samuel E. Beetley）
  - 《諜網迷魂》 – 费力斯·韦伯斯特（英语：Ferris Webster）
  - 《歡樂音樂妙無窮（英语：The Music Man (1962 film)）》 – 威廉·齊格勒（英语：William Ziegler (film editor)）
  - 《叛舰喋血记》 – 小約翰·麥克斯威尼（英语：John McSweeney Jr.）
- 1963 《西部开拓史》 – 哈洛·克里斯（英语：Harold F. Kress）
  - 《红衣主教（英语：The Cardinal）》 – 路易·R·羅弗勒（英语：Louis R. Loeffler）
  - 《埃及艳后》 – 多蘿西·斯賓塞（英语：Dorothy Spencer）
  - 《第三集中營》– 费力斯·韦伯斯特（英语：Ferris Webster）
  - 《疯狂世界（英语：It's a Mad, Mad, Mad, Mad World）》 – 弗雷德里克·克魯特森（英语：Frederic Knudtson）(過世後獲提名)、羅伯·C·瓊斯（英语：Robert C. Jones）和小傑納·福勒（英语：Gene Fowler Jr.）
- 1964 《歡樂滿人間》 – 科顿·沃伯顿（英语：Cotton Warburton）
  - 《窈窕淑女》 – 威廉·齊格勒（英语：William Ziegler (film editor)）
  - 《雄霸天下（英语：Becket (1964 film)）》 – 安妮·V·科茨（英语：Anne V. Coates）
  - 《呆鹅爸爸（英语：Father Goose (film)）》 – 泰德·J·肯特（英语：Ted J. Kent）
  - 《最毒妇人心（英语：Hush… Hush, Sweet Charlotte）》 – 麥克·盧西亞諾（英语：Michael Luciano）
- 1965 《真善美》 – 威廉·雷諾斯（英语：William Reynolds (film editor)）
  - 《齊瓦哥醫生》 – 諾曼·薩瓦奇（英语：Norman Savage）
  - 《狼城脂粉侠》 – 查爾斯·尼爾森
  - 《凤凰劫（英语：The Flight of the Phoenix (1965 film)）》 – 麥克·盧西亞諾（英语：Michael Luciano）
  - 《疯狂大赛车（英语：The Great Race）》 – 拉爾夫·E·溫特斯（英语：Ralph E. Winters）
- 1966 《霹雳神风（英语：Grand Prix (1966 film)）》 – 弗雷德里奇·斯坦坎普（英语：Fredric Steinkamp） 、亨利·博曼（英语：Henry Berman）、斯圖·林德（英语：Stu Linder）和法蘭克·桑提洛(Frank Santillo)
  - 《联合缩小军》 – 威廉·B·墨菲（英语：William B. Murphy）
  - 《蘇聯潛艇大鬧美國（英语：The Russians Are Coming, The Russians Are Coming）》 – 哈爾·阿什貝和J·泰瑞·威廉斯（英语：J. Terry Williams）
  - 《圣保罗号炮艇》 – 威廉·雷諾斯（英语：William Reynolds (film editor)）
  - 《靈慾春宵》 – 山姆·奧斯丁（英语：Sam O'Steen）
- 1967 《惡夜追緝令》 – 哈爾·阿什貝
  - 《誰來晚餐》 – 羅伯·C·瓊斯（英语：Robert C. Jones）
  - 《抢滩总攻击（英语：Beach Red）》 – 法蘭克·P·凱勒（英语：Frank P. Keller）
  - 《決死突擊隊》 – 麥克·盧西亞諾（英语：Michael Luciano）
  - 《杜立德医生（英语：Doctor Dolittle (film)）》 – 塞繆爾·E·貝特利（英语：Samuel E. Beetley）和瑪喬麗·福勒（英语：Marjorie Fowler）
- 1968 《警網鐵金剛》 – 法蘭克·P·凱勒（英语：Frank P. Keller）
  - 《妙女郎（英语：Funny Girl (film)）》 – 罗伯特·斯温克（英语：Robert Swink）、莫里·魏羅比（英语：Maury Winetrobe）、威廉·桑德(William Sands)
  - 《單身公寓》 – 法蘭克·布拉赫特（英语：Frank Bracht）
  - 《孤雛淚》 – 拉爾夫·坎普倫（英语：Ralph Kemplen）
  - 《狂野街头（英语：Wild in the Streets）》 – 小佛瑞德·R·費沙斯(Fred R. Feitshans Jr.)和伊娃·紐曼（英语：Eve Newman）
- 1969 《大風暴》 – 弗朗索瓦·博諾（英语：Françoise Bonnot）
  - 《午夜牛郎》 – 休伊·A·羅伯遜（英语：Hugh A. Robertson）
  - 《我愛紅娘（英语：Hello, Dolly! (film)）》 – 威廉·雷諾斯（英语：William Reynolds (film editor)）
  - 《秘密大战争（英语：The Secret of Santa Vittoria）》 – 威廉·里昂（英语：William Lyon (film editor)）和厄爾·荷登(Earle Herdan)
  - 《射马记》 – 弗雷德里奇·斯坦坎普（英语：Fredric Steinkamp）

### 1970年代
- 1970 《巴顿将军》 – 休伊·S·福勒（英语：Hugh S. Fowler）
  - 《国际机场》 – 斯圖亞特·吉爾莫爾（英语：Stuart Gilmore）
  - 《偷襲珍珠港》 – 詹姆斯·E·紐康（英语：James E. Newcom）、彭布羅克·賀林（英语：Pembroke J. Herring）和井上親彌(Inoue Chikaya)
  - 《外科醫生》 – 丹福德·B·格林（英语：Danford B. Greene）
  - 《伍茲塔克（英语：Woodstock (film)）》 – 塞爾瑪·斯昆梅克（英语：Thelma Schoonmaker）
- 1971 《霹靂神探》 – 傑拉爾德·B·格林伯格（英语：Gerald B. Greenberg）
  - 《人间大浩劫（英语：The Andromeda Strain (film)）》 – 斯圖亞特·吉爾莫爾（英语：Stuart Gilmore）(過世後獲提名)和約翰·W·霍姆斯（英语：John W. Holmes (film editor)）
  - 《发条橘子》 – 比爾·巴特勒（英语：Bill Butler (film editor)）
  - 《吾父吾子（英语：Kotch）》 – 拉爾夫·E·溫特斯（英语：Ralph E. Winters）
  - 《往事如烟（英语：Summer of '42）》 – 福尔马·布朗斯泰德（英语：Folmar Blangsted）
- 1972 《酒店》 – 大衛·布雷瑟頓（英语：David Bretherton）
  - 《教父》 – 威廉·雷諾斯（英语：William Reynolds (film editor)）和彼得·齊納（英语：Peter Zinner）
  - 《海神號》 – 哈洛·克里斯（英语：Harold F. Kress）
  - 《激流四勇士》– 湯姆·普利斯特里（英语：Tom Priestley）
  - 《神偷盗宝（英语：The Hot Rock (film)）》 – 法蘭克·P·凱勒（英语：Frank P. Keller）和佛瑞德·W·柏格（英语：Fred W. Berger）
- 1973 《刺激》 – 威廉·雷諾斯（英语：William Reynolds (film editor)）
  - 《美国风情画》 – 維娜·菲爾德斯（英语：Verna Fields）和瑪西亞·盧卡斯
  - 《豺狼之日》 – 拉爾夫·坎普倫（英语：Ralph Kemplen）
  - 《大法師》 – 喬丹·萊昂多普洛斯（英语：John Broderick (producer)）、巴德·S·史密斯（英语：Bud S. Smith）、埃文·A·洛特曼（英语：Evan A. Lottman）和諾曼·蓋伊(Norman Gay)
  - 《天地一沙鸥（英语：Jonathan Livingston Seagull (film)）》 – 法蘭克·P·凱勒（英语：Frank P. Keller）和詹姆斯·加洛威（英语：James Galloway (film editor)）
- 1974 《火燒摩天樓》 – 哈洛·克里斯（英语：Harold F. Kress）和卡爾·克里斯(Carl Kress)
  - 《唐人街》 – 山姆·奧斯丁（英语：Sam O'Steen）
  - 《大地震》 – 多蘿西·斯賓塞（英语：Dorothy Spencer）
  - 《閃亮的马鞍》 – 約翰·C·霍華德（英语：John C. Howard）和丹福德·B·格林（英语：Danford B. Greene）
  - 《最长的一码（英语：The Longest Yard (1974 film)）》 – 麥克·盧西亞諾（英语：Michael Luciano）
- 1975 《大白鲨》 – 維娜·菲爾德斯（英语：Verna Fields）
  - 《飛越杜鵑窩》 – 理查德·周、琳茲·克林曼（英语：Lynzee Klingman）和謝爾頓·凱恩（英语：Sheldon Kahn）
  - 《熱天午後》 – 戴迪·艾倫（英语：Dede Allen）
  - 《大戰巴墟卡》 – 羅素·洛依德（英语：Russell Lloyd (film editor)）
  - 《秃鹰72小时（英语：Three Days of the Condor）》 – 弗雷德里奇·斯坦坎普（英语：Fredric Steinkamp）和唐·吉迪克（英语：Don Guidice）
- 1976 《洛基》– 理查德·哈爾西（英语：Richard Halsey）和史考特·康拉德（英语：Scott Conrad）
  - 《大陰謀》 – 羅伯特·L·沃爾夫（英语：Robert L. Wolfe）
  - 《螢光幕後》 – 亞倫·海姆（英语：Alan Heim）
  - 《两分钟警告（英语：Two-Minute Warning）》 – 伊娃·紐曼（英语：Eve Newman）和沃爾特·A·漢尼曼（英语：Walter Hannemann）
  - 《光榮之路（英语：Bound for Glory (1976 film)）》 – 羅伯·C·瓊斯（英语：Robert C. Jones）和彭布羅克·賀林（英语：Pembroke J. Herring）
- 1977 《星際大戰四部曲：曙光乍現》 – 保羅·赫希、瑪西亞·盧卡斯和理查德·周
  - 《第三类接触》 – 麥可·卡恩（英语：Michael Kahn (film editor)）
  - 《轉捩點》 – 威廉·雷諾斯（英语：William Reynolds (film editor)）
  - 《茱莉亞》 – 沃爾特·默奇
  - 《追追追》 – 沃爾特·A·漢尼曼（英语：Walter Hannemann） 和 安吉洛·羅斯（英语：Angelo Ross）
- 1978 《越戰獵鹿人》 – 彼得·齊納（英语：Peter Zinner）
  - 《納粹大謀殺（英语：The Boys from Brazil (film)）》 – 罗伯特·斯温克（英语：Robert Swink）
  - 《歸返家園（英语：Coming Home (1978 film)）》 – 唐·齊默爾曼（英语：Don Zimmerman (film editor)）
  - 《午夜快車》 – 格瑞·漢伯林（英语：Gerry Hambling）
  - 《超人》 – 斯圖爾特·貝爾德（英语：Stuart Baird）
- 1979 《爵士春秋》 – 亞倫·海姆（英语：Alan Heim）
  - 《现代启示录》 – 理查德·馬克斯（英语：Richard Marks）、沃爾特·默奇、傑拉爾德·B·格林伯格（英语：Gerald B. Greenberg）和莉莎·弗魯奇曼（英语：Lisa Fruchtman）
  - 《黑神駒（英语：The Black Stallion (film)）》 – 羅伯特·達爾瓦（英语：Robert Dalva）
  - 《克拉瑪對克拉瑪》 – 傑拉爾德·B·格林伯格（英语：Gerald B. Greenberg）
  - 《歌聲淚痕（英语：The Rose (film)）》 – 羅伯特·L·沃爾夫（英语：Robert L. Wolfe）和C·提摩西·奧梅拉(C. Timothy O'Meara)

### 1980年代
- 1980 《蠻牛》 – 塞爾瑪·斯昆梅克（英语：Thelma Schoonmaker）
  - 《象人》 – 安妮·V·科茨（英语：Anne V. Coates）
  - 《矿工的女儿（英语：Coal Miner's Daughter）》 – 亞瑟·施密特（英语：Arthur Schmidt (film editor)）
  - 《琴逢敌手（英语：The Competition (film)）》 – 大衛·布萊維特（英语：David Blewitt）
  - 《名扬四海》 – 格瑞·漢伯林（英语：Gerry Hambling）
- 1981 《法櫃奇兵》 – 麥可·卡恩（英语：Michael Kahn (film editor)）
  - 《火战车》 – 特里·羅林斯
  - 《金池塘》 – 羅伯特·L·沃爾夫（英语：Robert L. Wolfe）(過世後獲提名)
  - 《烽火赤焰萬里情》 – 戴迪·艾倫（英语：Dede Allen）和克雷格·麥凱伊（英语：Craig McKay (film editor)）
  - 《法國中尉的女人》 – 約翰·布魯姆（英语：John Bloom (film editor)）
- 1982 《甘地》 – 約翰·布魯姆（英语：John Bloom (film editor)）
  - 《E.T.外星人》 – 卡洛·李特頓（英语：Carol Littleton）
  - 《軍官與紳士》 – 彼得·齊納（英语：Peter Zinner）
  - 《窈窕淑男》 – 弗雷德里奇·斯坦坎普（英语：Fredric Steinkamp）和威廉·斯坦坎普（英语：William Steinkamp）
  - 《從海底出擊》 – 約翰內斯·瑪麗亞·伯恩哈德·耐克（英语：Hannes Nikel）
- 1983 《太空先锋》– 葛倫·法爾（英语：Glenn Farr）、莉莎·弗魯奇曼（英语：Lisa Fruchtman）、史蒂芬·A·羅特（英语：Stephen A. Rotter）、道格拉斯·史都華（英语：Douglas Stewart (film editor)）和 湯姆·羅爾夫（英语：Tom Rolf）
  - 《蓝色霹雳号》 – 弗蘭克·莫利斯（英语：Frank Morriss）和愛德華·M·阿布羅姆斯（英语：Edward M. Abroms）
  - 《闪舞》 – 巴德·S·史密斯（英语：Bud S. Smith）和沃爾特·墨爾科納瑞（英语：Walt Mulconery）
  - 《絲克伍事件》 – 山姆·奧斯丁（英语：Sam O'Steen）
  - 《親密關係》 – 理查德·馬克斯（英语：Richard Marks）
- 1984 《殺戮戰場》 – 吉姆·克拉克（英语：Jim Clark (film editor)）
  - 《阿瑪迪斯》 – 內娜·丹內維奇（英语：Nena Danevic）和麥克·錢德勒（英语：Michael Chandler (film editor)）
  - 《棉花俱樂部》 – 巴瑞·馬爾金（英语：Barry Malkin）和羅伯特·Q·拉維特（英语：Robert Q. Lovett）
  - 《印度之旅》 – 大衛·連
  - 《綠寶石》 – 唐·坎伯恩（英语：Donn Cambern）和弗蘭克·莫利斯（英语：Frank Morriss）
- 1985 《证人》 – 湯姆·諾勃（英语：Thom Noble）
  - 《歌舞线上（英语：A Chorus Line (film)）》 – 約翰·布魯姆（英语：John Bloom (film editor)）
  - 《遠離非洲》 – 弗雷德里奇·斯坦坎普（英语：Fredric Steinkamp） 、威廉·斯坦坎普（英语：William Steinkamp）、彭布羅克·賀林（英语：Pembroke J. Herring）和謝爾頓·凱恩（英语：Sheldon Kahn）
  - 《現代教父》 – 魯迪·費爾（英语：Rudi Fehr）和卡加·費爾(Kaja Fehr)
  - 《滅（英语：Runaway Train (film)）》 – 亨利·理查森（英语：Henry Richardson (film editor)）
- 1986 《前進高棉》 – 克莱尔·辛普森（英语：Claire Simpson）
  - 《异形2》 – 雷·勒夫乔伊（英语：Ray Lovejoy）
  - 《漢娜姊妹》 – 苏珊·E·莫尔斯（英语：Susan E. Morse）
  - 《教会》 – 吉姆·克拉克（英语：Jim Clark (film editor)）
  - 《捍衛戰士》 – 比利·韦伯（英语：Billy Weber）和克里斯·里本總（英语：Chris Lebenzon）
- 1987 《末代皇帝》 – 加布里埃拉·克里斯蒂亚尼（英语：Gabriella Cristiani）
  - 《太阳帝国》 – 麥可·卡恩（英语：Michael Kahn (film editor)）
  - 《收播新聞》 – 理查德·馬克斯（英语：Richard Marks）
  - 《致命的吸引力》 – 麥可·卡恩（英语：Michael Kahn (film editor)）和彼得·E·伯格（英语：Peter E. Berger）
  - 《机器战警》 – 弗兰克·J·尤瑞欧斯蒂（英语：Frank J. Urioste）
- 1988 《威探闖通關》 – 亞瑟·施密特（英语：Arthur Schmidt (film editor)）
  - 《终极警探》 – 弗兰克·J·尤瑞欧斯蒂（英语：Frank J. Urioste）和约翰·F·林克（英语：John F. Link）
  - 《雨人》 – 斯圖·林德（英语：Stu Linder）
  - 《迷雾森林十八年》– 斯圖爾特·貝爾德（英语：Stuart Baird）
  - 《密西西比在燃烧》 – 格瑞·漢伯林（英语：Gerry Hambling）
- 1989 《七月四日誕生》 – 大衛·布倫納（英语：David Brenner (editor)）和乔·哈申（英语：Joe Hutshing）
  - 《溫馨接送情》 – 马克·华纳
  - 《光榮戰役》– 史提芬·罗森布鲁姆（英语：Steven Rosenblum）
  - 《一曲相思情未了（英语：The Fabulous Baker Boys）》 – 威廉·斯坦坎普（英语：William Steinkamp）
  - 《熊的故事（英语：The Bear (1988 film)）》 – 诺埃尔·博依森（英语：Noëlle Boisson）

### 1990年代
- 1990 《与狼共舞》 – 尼尔·特拉维斯（英语：Neil Travis）
  - 《教父第三集》 – 巴瑞·馬爾金（英语：Barry Malkin）、莉莎·弗魯奇曼（英语：Lisa Fruchtman）和沃爾特·默奇
  - 《第六感生死戀》 – 沃爾特·默奇
  - 《四海好傢伙》 – 塞爾瑪·斯昆梅克（英语：Thelma Schoonmaker）
  - 《猎杀红色十月》 – 丹尼斯·维克勒（英语：Dennis Virkler）和约翰·萊特（英语：John Wright (film editor)）
- 1991 《誰殺了甘迺迪》 – 乔·哈申（英语：Joe Hutshing）和皮特羅·斯卡利亞（英语：Pietro Scalia）
  - 《沉默的羔羊》 – 克雷格·麥凱伊（英语：Craig McKay (film editor)）
  - 《魔鬼終結者2》 – 康拉德·巴夫（英语：Conrad Buff IV）、馬克・戈白特（英语：Mark Goldblatt）和理查德·A·哈里斯（英语：Richard A. Harris）
  - 《追梦者（英语：The Commitments (film)）》 – 格瑞·漢伯林（英语：Gerry Hambling）
  - 《末路狂花》 – 湯姆·諾勃（英语：Thom Noble）
- 1992 《殺無赦》 – 喬爾·考克斯
  - 《第六感追緝令》 – 弗兰克·J·尤瑞欧斯蒂（英语：Frank J. Urioste）
  - 《亂世浮生》 – 康德·潘（英语：Kant Pan）
  - 《軍官與魔鬼》 – 罗伯特·莱顿（英语：Robert Leighton (film editor)）
  - 《超級大玩家（英语：The Player (1992 film)）》 – 杰拉尔丁·佩罗尼（英语：Geraldine Peroni）
- 1993 《辛德勒的名单》 – 麥可·卡恩（英语：Michael Kahn (film editor)）
  - 《絕命追殺令》 – 丹尼斯·维克勒（英语：Dennis Virkler）、大卫·芬弗尔（英语：David Finfer）、迪恩·古德希尔（英语：Dean Goodhill）、唐·布罗胡（英语：Don Brochu）、理查德·诺德（英语：Richard Nord）和多夫·洪尼格(Dov Hoenig)
  - 《火線大行動》 – 安妮·V·科茨（英语：Anne V. Coates）
  - 《以父之名》 – 格瑞·漢伯林（英语：Gerry Hambling）
  - 《鋼琴師和她的情人》 – 维薇若妮卡·珍妮特（英语：Veronika Jenet）
- 1994 《阿甘正传》 – 亞瑟·施密特（英语：Arthur Schmidt (film editor)）
  - 《捍衛戰警》 – 约翰·萊特（英语：John Wright (film editor)）
  - 《篮球梦（英语：Hoop Dreams）》 – 弗雷德里克·马克思（英语：Frederick Marx）、斯蒂夫·詹姆斯（英语：Steve James (film producer)）和威廉·豪格斯(William Haugse)
  - 《黑色追緝令》 – 薩莉·門克（英语：Sally Menke）
  - 《刺激1995》 – 理查德·弗朗西斯-布鲁斯
- 1995 《阿波罗13号》 – 迈克·希尔和丹尼尔·P·汉利（英语：Daniel P. Hanley）
  - 《火線追緝令》 – 理查德·弗朗西斯-布鲁斯
  - 《我不笨，所以我有話說》 – 马库斯·达西（英语：Marcus D'Arcy）和杰伊·弗里德金（英语：Jay Friedkin）
  - 《梅爾吉勃遜之英雄本色》 – 史提芬·罗森布鲁姆（英语：Steven Rosenblum）
  - 《赤色風暴》 – 克里斯·里本總（英语：Chris Lebenzon）
- 1996 《英倫情人》 – 沃爾特·默奇
  - 《冰血暴》 – 羅德里克·傑恩斯
  - 《征服情海》 – 乔·哈申（英语：Joe Hutshing）
  - 《阿根廷，別為我哭泣》 – 格瑞·漢伯林（英语：Gerry Hambling）
  - 《鋼琴師》 – 菲利帕·卡梅爾（英语：Pip Karmel）
- 1997 《鐵達尼号》 – 康拉德·巴夫（英语：Conrad Buff IV）、詹姆斯·卡麥隆和理查德·A·哈里斯（英语：Richard A. Harris）
  - 《空军一号》 – 理查德·弗朗西斯-布鲁斯
  - 《愛在心裡口難開》 – 理查德·馬克斯（英语：Richard Marks）
  - 《心靈捕手》 – 皮特羅·斯卡利亞（英语：Pietro Scalia）
  - 《鐵面特警隊》 – 彼得·霍內斯（英语：Peter Honess）
- 1998 《搶救雷恩大兵》 – 麥可·卡恩（英语：Michael Kahn (film editor)）
  - 《莎翁情史》 – 大衛·甘布爾（英语：David Gamble (film editor)）
  - 《紅色警戒》 – 比利·韦伯（英语：Billy Weber）、萊斯利·瓊斯（英语：Leslie Jones (editor)）和薩爾·克萊恩（英语：Saar Klein）
  - 《美麗人生》 – 西蒙娜·帕吉（英语：Simona Paggi）
  - 《战略高手》 – 安妮·V·科茨（英语：Anne V. Coates）
- 1999 《駭客任務》 – 扎克·斯坦伯格（英语：Zach Staenberg）
  - 《美國心玫瑰情》 – 塔里克·安瓦尔（英语：Tariq Anwar (film editor)）和克里斯托弗·格林伯里（英语：Christopher Greenbury）
  - 《靈異第六感》 – 安德鲁·曼德西恩（英语：Andrew Mondshein）
  - 《驚爆內幕》 – 威廉·戈登伯格、保罗·鲁贝尔（英语：Paul Rubell）和大卫·罗森布鲁姆（英语：David Rosenbloom）
  - 《心塵往事》– 丽莎·芝诺·契尔金（英语：Lisa Zeno Churgin）

### 2000年代
- 2000 《天人交戰》 – 斯蒂芬·米瑞奧尼（英语：Stephen Mirrione）
  - 《卧虎藏龙》 – 提姆・史圭雅斯（英语：Tim Squyres）
  - 《成名在望》 – 乔·哈申（英语：Joe Hutshing）和薩爾·克萊恩（英语：Saar Klein）
  - 《神鬼戰士》 – 皮特羅·斯卡利亞（英语：Pietro Scalia）
  - 《天才接班人》 – 戴迪·艾倫（英语：Dede Allen）
- 2001 《黑鷹計劃》 – 皮特羅·斯卡利亞（英语：Pietro Scalia）
  - 《魔戒首部曲：魔戒現身》 – 約翰·吉爾伯特
  - 《美麗境界》 – 迈克·希尔和丹尼尔·P·汉利（英语：Daniel P. Hanley）
  - 《红磨坊》 – 吉兒·比爾庫克（英语：Jill Bilcock）
  - 《記憶拼圖》 – 多迪·唐恩（英语：Dody Dorn）
- 2002 《芝加哥》 – 馬丁·沃爾什（英语：Martin Walsh (film editor)）
  - 《魔戒二部曲：雙城奇謀》 – 邁克·J·霍頓（英语：Michael J. Horton）
  - 《纽约黑帮》 – 塞爾瑪·斯昆梅克（英语：Thelma Schoonmaker）
  - 《时时刻刻》 – 彼得·博伊爾（英语：Peter Boyle (film editor)）
  - 《戰地琴人》 – 埃爾維·德魯茲（英语：Hervé de Luze）
- 2003 《魔戒三部曲：王者再臨》 – 傑米·塞爾柯克（英语：Jamie Selkirk）
  - 《冷山》 – 沃爾特·默奇
  - 《無法無天》 – 丹尼爾·雷森德（英语：Daniel Rezende）
  - 《怒海爭鋒：極地征伐》 – 李·史密斯（英语：Lee Smith (editor)）
  - 《奔騰年代》 – 威廉·戈登伯格
- 2004 《神鬼玩家》 – 塞爾瑪·斯昆梅克（英语：Thelma Schoonmaker）
  - 《落日殺神》 – 吉姆·米勒（英语：Jim Miller (film editor)）和保罗·鲁贝尔（英语：Paul Rubell）
  - 《尋找新樂園》 – 馬特·起斯（英语：Matt Chessé）
  - 《登峰造擊》 – 喬爾·考克斯
  - 《雷之心靈傳奇》 – 保羅·赫希
- 2005 《衝擊效應》 – 休斯·溫伯恩（英语：Hughes Winborne）
  - 《最後一擊》 – 迈克·希尔和丹尼尔·P·汉利（英语：Daniel P. Hanley）
  - 《疑雲殺機》 – 克莱尔·辛普森（英语：Claire Simpson）
  - 《慕尼黑》 – 麥可·卡恩（英语：Michael Kahn (film editor)）
  - 《為你鍾情》 – 麥可·麥卡斯克（英语：Michael McCusker）
- 2006 《神鬼無間》 – 塞爾瑪·斯昆梅克（英语：Thelma Schoonmaker）
  - 《血鑽石》– 史提芬·罗森布鲁姆（英语：Steven Rosenblum）
  - 《人类之子》 – 艾方索·柯朗和艾歷克斯·羅德里格茲（英语：Álex Rodríguez (film editor)）
  - 《聯航93》– 克萊爾·道格拉斯（英语：Clare Douglas）、理察·皮爾遜（英语：Richard Pearson (film editor)）和克里斯多福·勞斯
  - 《火線交錯》 – 道格拉斯·克萊斯（英语：Douglas Crise）和斯蒂芬·米瑞奧尼（英语：Stephen Mirrione）
- 2007 《神鬼認證：最後通牒》 – 克里斯多福·勞斯
  - 《潜水钟与蝴蝶》 – 茱麗葉·威爾夫林（英语：Juliette Welfling）
  - 《阿拉斯加之死》 – 傑伊·卡西迪（英语：Jay Cassidy）
  - 《險路勿近》 – 羅德里克·傑恩斯
  - 《黑金企業》 – 迪倫·提克納（英语：Dylan Tichenor）
- 2008 《貧民百萬富翁》 – 克里斯·狄更斯（英语：Chris Dickens）
  - 《班傑明的奇幻旅程》 – 柯克·巴克斯特（英语：Kirk Baxter）和安格斯·瓦爾（英语：Angus Wall）
  - 《黑暗骑士》 – 李·史密斯（英语：Lee Smith (editor)）
  - 《請問總統先生》 – 迈克·希尔和丹尼尔·P·汉利（英语：Daniel P. Hanley）
  - 《自由大道》 – 艾略特·格瑞漢（英语：Elliot Graham）
- 2009 《危機倒數》 – 克里斯·英尼斯（英语：Chris Innis）和鮑勃·穆拉維斯基（英语：Bob Murawski）
  - 《阿凡达》 – 詹姆斯·卡麥隆、約翰·里弗爾（英语：John Refoua）和史蒂芬·E·里夫金（英语：Stephen E. Rivkin）
  - 《第九禁區》 – 朱利安·克拉克
  - 《惡棍特工》 – 薩莉·門克（英语：Sally Menke）
  - 《珍爱》 – 喬·克茨（英语：Joe Klotz）

### 2010年代
- 2010 《社交网络》 – 柯克·巴克斯特（英语：Kirk Baxter）和安格斯·瓦爾（英语：Angus Wall）
  - 《黑天鹅》 – 安德魯·韋斯布魯姆（英语：Andrew Weisblum）
  - 《127小时》 – 約翰·哈里斯（英语：Jon Harris (editor)）
  - 《燃燒鬥魂》 – 帕梅拉·馬丁（英语：Pamela Martin (film editor)）
  - 《王者之聲：宣戰時刻》 – 塔里克·安瓦尔（英语：Tariq Anwar (film editor)）
- 2011 《龙纹身的女孩》 – 柯克·巴克斯特（英语：Kirk Baxter）和安格斯·瓦爾（英语：Angus Wall）
  - 《大艺术家》 – 安蘇菲·比安（英语：Anne-Sophie Bion）和米歇爾·哈札納維西斯
  - 《繼承人生》 – 凱文·藤特（英语：Kevin Tent）
  - 《雨果》 – 塞爾瑪·斯昆梅克（英语：Thelma Schoonmaker）
  - 《魔球》 – 克里斯托夫·特里夫森（英语：Christopher Tellefsen）
- 2012 《亞果出任務》 – 威廉·戈登伯格
  - 《少年PI的奇幻漂流》 – 提姆・史圭雅斯（英语：Tim Squyres）
  - 《林肯》 – 麥可·卡恩（英语：Michael Kahn (film editor)）
  - 《派特的幸福劇本》 – 傑伊·卡西迪（英语：Jay Cassidy）和克里斯賓·斯特拉瑟斯（英语：Crispin Struthers）
  - 《00:30凌晨密令》 – 迪倫·提克納（英语：Dylan Tichenor）和威廉·戈登伯格
- 2013 《地心引力》 – 艾方索·柯朗和马克·桑格
  - 《瞞天大佈局》 – 傑伊·卡西迪（英语：Jay Cassidy）、克里斯賓·斯特拉瑟斯（英语：Crispin Struthers）和艾倫·鮑姆加登（英语：Alan Baumgarten）
  - 《怒海劫》– 克里斯多福·勞斯
  - 《藥命俱樂部》 – 尚-馬克·瓦利和马丁·佩萨（英语：Martin Pensa）
  - 《自由之心》– 喬·沃克
- 2014 《進擊的鼓手》 – 湯姆·克洛斯
  - 《美國狙擊手》 – 喬爾·考克斯和蓋瑞·D·羅奇（英语：Gary D. Roach）
  - 《歡迎來到布達佩斯大飯店》 – 巴尼·皮林（英语：Barney Pilling）
  - 《少年时代》 – 珊卓·艾戴兒
  - 《模仿游戏》 – 威廉·戈登伯格
- 2015 《瘋狂麥斯：憤怒道》 – 瑪格麗特·西賽爾（英语：Margaret Sixel）
  - 《大賣空》 – 漢克·考文（英语：Hank Corwin）
  - 《神鬼獵人》 – 斯蒂芬·米瑞奧尼（英语：Stephen Mirrione）
  - 《STAR WARS：原力覺醒》 – 瑪麗安·布蘭登（英语：Maryann Brandon）和瑪麗·喬·馬基（英语：Mary Jo Markey）
  - 《驚爆焦點》 – 湯姆·麥卡德爾（英语：Tom McArdle）
- 2016 《鋼鐵英雄》 – 約翰·吉爾伯特
  - 《異星入境》– 喬·沃克
  - 《樂來越愛你》 – 湯姆·克洛斯
  - 《赴湯蹈火》 – 傑克·羅伯茨（英语：Jake Roberts (editor)）
  - 《月光下的藍色男孩》 – 奈特·桑德斯（英语：Nat Sanders）和喬伊·麥克米倫（英语：Joi McMillon）
- 2017 《敦克爾克大行動》 – 李·史密斯（英语：Lee Smith (editor)）
  - 《玩命再劫》 – 保羅·麥區利斯（英语：Paul Machliss）和喬納森·阿莫斯
  - 《老娘叫譚雅》 – 塔蒂亞娜·S·里格爾（英语：Tatiana S. Riegel）
  - 《水底情深》 – 西德尼·沃林斯基（英语：Sidney Wolinsky）
  - 《意外》 – 喬恩·格雷戈里（英语：Jon Gregory (editor)）
- 2018 《波希米亞狂想曲》 – 約翰·奧特曼（英语：John Ottman）
  - 《黑色黨徒》 – 巴里·亞歷山大·布朗（英语：Barry Alexander Brown）
  - 《真寵》 – 尤格·馬夫羅帕薩里迪斯
  - 《幸福綠皮書》 – 派翠克·J·唐維托（Patrick J. Don Vito）
  - 《為副不仁》 – 漢克·考文（英语：Hank Corwin）
- 2019 《賽道狂人》 – 麥可·麥卡斯克（英语：Michael McCusker）和安德鲁·巴克蘭(Andrew Buckland)
  - 《寄生上流》 – 楊鎮模（英语：Yang Jin-mo）
  - 《愛爾蘭人》 – 塞爾瑪·斯昆梅克（英语：Thelma Schoonmaker）
  - 《兔嘲男孩》 – 湯姆·安格斯（英语：Tom Eagles）
  - 《小丑》 – 傑夫·格羅斯（英语：Jeff Groth (film editor)）

### 2020年代
- 2020 《金属之声》  – 米克爾·E·G·尼爾森（Mikkel E.G. Nielsen）
  - 《困在时间里的父亲》 – 尤格·藍布里諾斯（Yorgos Lamprinos）
  - 《无依之地》 – 趙婷
  - 《前程似锦的女孩》 – 弗雷德里克·索拉瓦爾（Frédéric Thoraval）
  - 《芝加哥七人案：驚世審判》 – 艾倫·鮑姆加登（英语：Alan Baumgarten）
- 2021  《沙丘》 – 喬·沃克
  - 《千萬別抬頭》 – 漢克·考文（英语：Hank Corwin）
  - 《王者理查》 – 潘蜜拉·馬田（英语：Pamela Martin (film editor)）
  - 《犬山記》 – 彼得·西貝拉斯（Peter Sciberras）
  - 《倒數時刻》 – 邁倫·克斯坦（Myron Kerstein）、安德魯·威斯布魯（英语：Andrew Weisblum）
- 2022 《媽的多重宇宙》  – 保羅·羅傑斯（Paul Rogers）
  - 《伊尼舍林的女妖》 – 米克爾·E·G·尼爾森
  - 《貓王艾維斯》 – 喬納森·雷德蒙（Jonathan Redmond）、麥特·維拉（英语：Matt Villa）
  - 《TÁR塔爾》 – 莫妮卡·威利（德语：Monika Willi）
  - 《捍衛戰士：獨行俠》 – 艾迪·漢密爾頓（英语：Eddie Hamilton）
- 2023 《奧本海默》 – 珍妮佛·拉梅
  - 《坠落的审判》 – 洛朗·西內夏爾（英语：Laurent Sénéchal）
  - 《滯留生》 – 凱文·坦特（英语：Kevin Tent）
  - 《花月殺手》 – 黛瑪·史娟梅嘉（英语：Thelma Schoonmaker）
  - 《可憐的東西》 – 欧格斯·马夫罗萨里迪斯（英语：Yorgos Mavropsaridis）
- 2024 《阿诺拉》 – 西恩·貝克:
  - 《粗野派》 – 扬索·大卫（英语：Dávid Jancsó）
  - 《教宗選戰》 – 尼克·埃默生（Nick Emerson）
  - 《璀璨女人夢》 – 朱丽叶·韦尔夫林（英语：Juliette Welfling）
  - 《魔法壞女巫》 – 迈伦·克尔斯坦